# Infrasunet
Infrasunetele sunt vibrații cu frecvența cuprinsă între 0,001Hz și 16Hz și nu pot fi auzite de urechea umană. Știința care se ocupă cu studiul infrasunetelor se numește infrasonică. Infrasunetele sunt caracterizate de capacitatea acestora de a acoperi distanțe mari și de a ocoli obstacole fără multă disipație. Acestea sunt utilizate în special în seismologie la studiul cutremurelor.

## Despre infrasunete
Prima observare a infrasunetelor produse în mod natural a fost după erupția vulcanului Krakatoa în 1883 când valuri acustice consecutive au înconjurat Pământul de aproape 7 ori, fiind înregistrate de barometre din toată lumea. Infrasunetele au fost utilizate de armata SUA în Primul Război Mondial pentru a localiza artileria; frecvența tunurilor era diferită de frecvența exploziilor, făcând astfel ca cele 2 surse să poată fi diferențiate.
Unul din pionierii în cercetarea infrasunetelor a fost francezul Vladimir Gavreau, născut în Rusia ca Vladimir Gavrosky. Interesul său în infrasunete s-a aprins în laboratorul lui la mijlocul anilor 1960, când el și asistenții săi de laborator au experimentat durere la nivelul timpanului și echipamentul de laborator se mișca, dar nici un sunet nu era perceput de microfoane. El a considerat că era vorba de infrasunete și a pregătit un laborator special pentru a face teste. Unul din testele sale a fost fluierul infrasonic.
Infrasunetele apar în mod natural în urma avalanșelor, cutremurelor, cascadelor, fulgerelor, desprinderilor de iceberguri. Valurile oceanelor produc infrasunete cu frecvența de 0,2Hz numite microbaroame. Infrasunetele pot fi generate și de procese specifice activităților umane precum explozii, motoare diesel, turbine eoliene și subwoofere. 
Balenele, hipopotamii și aligatorii folosesc infrasuntele pentru a comunica, în cazul balenelor distanța ajungând la câțiva kilometri. A fost sugerat că păsările călătoare folosesc infrasunetele generate în mod natural de curenții de aer ca ajutor în navigație. Elefanții produc infrasunete care circulă prin pământ și sunt simțite de alte turme prin picioare.
Oamenii de știintă au descoperit în mod accidental că vortexul unei tornade produce infrasunete. Când vortexurile sunt mari frecvența e mai mică, iar când vortexurile sunt mici frecvența e mai mare dar tot nu poate fi auzită de urechea umană. Aceste sunete pot fi percepute de la distanța de 160km și pot fi folosite pentru a da avertizări în cazul unei tornade.

## Reacția animalelor la infrasunete
Este cunoscut faptul că animalele pot percepe infrasuntele care circulă prin pământ și pot servi ca un semnal de avertizare. Un exemplu recent este tsunamiul din 2004 din Asia. Animalele au fost observate fugind cu mult înainte ca tsunamiul să ajungă pe coasta Asiei, însă nu se știe dacă acesta este motivul exact deoarece anumiți cercetători au sugerat că poate fi influența undelor electromagnetice și nu a celor infrasonice care le-au determinat pe animale să fugă. Elefanții sunt cunoscuți pentru capacitatea lor de a auzi infrasunetele de la 3-4Km distanță.

## Reacția oamenilor la infrasunete
Infrasunetele sunt cunoscute pentru capacitatea lor de a crea o stare de neliniște, de a induce frică în oameni și de a-i face pe aceștia să creadă că se întâmplă evenimente supranaturale.
Unele filme folosesc infrasunete pentru a dezorienta publicul (de exemplu Paranormal Activity).

## Experimentul cu infrasunete de 17Hz
Pe 31 mai 2003, o echipă de cercetători din Marea Britanie a organizat un experiment la scară largă, expunând 700 de persoane la muzică însoțită de unde sonore de 17Hz generate de un  subwoofer  montat la 2 treimi de capătul unei țevi lungă de 7 metri. Concertul era susținut de 2 formații, fiecare cântând câte 4 melodii dintre care 2 conțineau sunete cu frecvența de 17Hz. Participanții nu au fost informați care piese conțin frecvențe de 17Hz pentru ca spectatorii să nu se concentreze pe o anumită piesă. Prezența infrasunetelor a determinat ca 22% din spectatori să experimenteze sentimente de anxietate, frică, depresie, supărare, fiori pe șira spinării și presiune pe cutia toracică. Cercetătorii au concluzionat că deși oamenii nu percep în mod conștient infrasunetele, ele pot influența oamenii să aibă sentimente negative și senzații ciudate. Unii cercetători au sugerat că infrasunetele pot fi prezente la anumite case “bântuite”, lucru care ar explica “fantomele”.

## Fantome și infrasunete
Vic Tandy, un cercetător la Universitatea Coventry a sugerat că frecvența de 19Hz este vinovată pentru multe din aparițiile fantomelor. Într-o noapte când lucra într-un laborator din Warwick a început să simtă anxietate și a văzut cu coada ochiului ceva gri. Când s-a întors nu era nimic. 
A doua zi când se antrena la scrimă, în timp ce ținea mânerul sabiei acesta a început să vibreze. Cercetările i-au arătat că ventilatorul din cameră emitea o frecvență de 18,98Hz, foarte aproape de frecvența de vibrare a ochiului stabilită la 18Hz de NASA în raportul tehnic nr. 19770013810. Din această cauză a văzut fantoma: globul ocular vibra cauzând o iluzie optică. Camera era exact jumătate din lungimea de undă iar biroul era în centru, cauzând astfel apariția unei unde statice care a fost detectată de mânerul sabiei.

## Concluzie
Infrasunetele sunt folosite în seismologie la detectarea cutremurelor iar animalele pot simți infrasuntele create de dezastrele naturale fiind astfel un mijloc de a avertiza asupra apropierii unui dezastru natural. Cu toate că animalele comunică prin infrasunete, infrasunetele generează asupra oamenilor sentimente negative și senzații paranormale fiind responsabile pentru multe din aparițiile fantomelor. 